# Hygrocybe deceptiva
Hygrocybe deceptiva är en svampart som först beskrevs av A.H. Sm. & Hesler, och fick sitt nu gällande namn av Leelav., Manim. & Arnolds 2006. Hygrocybe deceptiva ingår i släktet Hygrocybe och familjen Hygrophoraceae.   Inga underarter finns listade i Catalogue of Life.